# Culicoides nukabirensis
Culicoides nukabirensis är en tvåvingeart som beskrevs av Yuiti Wada 1979. Culicoides nukabirensis ingår i släktet Culicoides och familjen svidknott. Inga underarter finns listade i Catalogue of Life.